# (12110) 1998 KL56
(12110) 1998 KL56 est un astéroïde de la ceinture principale découvert en 1998.

## Description
(12110) 1998 KL56 a été découvert le 22 mai 1998 à l'observatoire du Roque de los Muchachos, un observatoire astronomique situé sur l'île de La Palma (Espagne), par Matthew R. Burleigh et Nigel P. Bannister.

### Caractéristiques orbitales
L'orbite de cet astéroïde est caractérisée par un demi-grand axe de 2,24 UA, un périhélie de 2,00 UA, une excentricité de 0,11 et une inclinaison de 1,44° par rapport à l'écliptique. Du fait de ces caractéristiques, à savoir un demi-grand axe compris entre 2 et 3,2 UA et un périhélie supérieur à 1,666 UA, il est classé, selon la JPL Small-Body Database, comme objet de la ceinture principale.

### Caractéristiques physiques
(12110) 1998 KL56 a une magnitude absolue (H) de 14,3 et un albédo estimé à 0,130.